# Dzięcioł andyjski
Dzięcioł andyjski (Colaptes rupicola) – gatunek średniej wielkości ptaka z rodziny dzięciołowatych (Picidae). Występuje na sawannach, w buszu i lasach Polylepis na wysokości ponad 2000 m n.p.m. na obszarach Puny i Altiplano w zachodniej Ameryce Południowej. Nie jest zagrożony. Suszone mięso i pióra dzięcioła andyjskiego według tradycji prekolumbijskich służyły mieszkańcom Andów jako lek do zwiększenia laktacji u karmiących matek. Cechą charakterystyczną dla tego gatunku jest duża różnorodność geograficzna. Populacja północna (podgatunek C. r. cinereicapillus) różni się znacząco od południowej, obejmującej podgatunki C. r. puna i C. r. rupicola. W niektórych ujęciach systematycznych obie te populacje są traktowane jako osobne gatunki. Obecnie Międzynarodowy Komitet Ornitologiczny (IOC) traktuje obie populacje jako należące do jednego gatunku.

## Systematyka
Gatunek po raz pierwszy zgodnie z zasadami nazewnictwa binominalnego opisał Alcide d’Orbigny, nadając mu nazwę Colaptes rupicola. Opis ukazał się w 1840 roku w Voyage dans l'Amérique méridionale (le Brésil, la République orientale de l'Uruguay, la République argentine, la Patagonie, la République du Chili, la République de Bolivia, la République du Pérou) : exécuté pendant les années 1826, 1827, 1828, 1829, 1830, 1831, 1832 et 1833.. Międzynarodowy Komitet Ornitologiczny (IOC) wyróżnia trzy podgatunki:
- C. r. cinereicapillus Reichenbach, 1854 – dzięcioł cynamonowy[4]
- C. r. puna Cabanis, 1883
- C. r. rupicola d’Orbigny, 1840 – dzięcioł andyjski[4]

### Etymologia
- Colaptes: gr. κολαπτης kolaptēs „osoba posługująca się dłutem”, od κολαπτω kolaptō „dłutować, dziobać, uderzać”[12].
- rupicola: łac. rupicolus – „urwisko”, „zamieszkujący urwisko”[13].

## Morfologia
- Populacja północna: Dosyć duży dzięcioł o długim, prostym i spiczastym czarnym dziobie. Tęczówki w kolorze cytrynowożółtym, wokół oka naga, czarna skóra. Nogi silne żółtobrązowe lub pomarańczowożółte. Czoło, górna część głowy do karku w kolorze ciemnego łupka, pasek dziobowy prawie czarny, u samców kończący się niewielkimi czerwonymi przebarwieniami. Reszta głowy, broda i gardło ciemnopłowa, nieco ciemniejsza w okolicach uszu. Dolne części ciała oraz grzbiet od ciemnopłowego do płowożółtego. Na piersiach czarne prążki. Górne pokrywy skrzydeł brązowoczarne z płowożółtymi wąskimi prążkami. Ogon w górnej części płowożółty w dolnej czarny. Młode osobniki przypominają dorosłe, wyróżniają się ciemniejszymi barwami. Długość ciała około 32 cm[7], masa ciała wynosi 150–200 g, samica jest około 5% lżejsza niż samiec[8].
- Populacja południowa: Dosyć duży dzięcioł o długim, prostym i spiczastym czarniawym dziobie. Tęczówki w kolorze bladocytrynowożółtym, wokół oka naga, czarna skóra. Nogi silne od żółtawoszarych do szaroróżowych. Czoło, górna część głowy do karku w kolorze ciemnego łupka czasami w okolicach karku z czerwonym przebarwieniem, pasek dziobowy prawie czarny. Reszta głowy, broda i gardło jasnopłowa, nieco ciemniejsza w okolicach uszu. Dolne części ciała oraz grzbiet bladopłowy. Na piersiach ciemne prążki. C. r. puna ma także nieliczne czarnobrązowe kropki na bokach tułowia. Ogon w górnej części bladopłowy z czarnymi prążkami, w dolnej czarnobrązowy. Samica nie ma czerwonych przebarwień na karku i policzkach. Młode osobniki są nieco ciemniejsze od dorosłych. Podgatunek C. r. puna jest nieco intensywniej wybarwiony z większym czerwonym przebarwieniem na grzbiecie. Obie płcie mają niewielki czerwonawe przebarwienie na końcach paska policzkowego. Długość ciała około 32 cm[7], masa ciała wynosi 142–204 g, samica jest około 5% lżejsza niż samiec[9].

## Zasięg występowania
Dzięcioł andyjski występuje w zachodniej części Ameryki Południowej w środkowych Andach. Zasiedla obszary od wysokości 2000 m n.p.m. do 5000 m n.p.m., sporadycznie obserwowany jest na niższych wysokościach, jednak nie niżej niż 800 m n.p.m. Poszczególne podgatunki występują w:
- C. r. cinereicapillus – w najbardziej południowej części Ekwadoru, w północnym i środkowym Peru,
- C. r. puna – w środkowym i południowym Peru,
- C. r. rupicola – w środkowej, zachodniej i południowej Boliwii, północnym Chile (w regionie Tarapacá) i w północno-zachodniej Argentynie w prowincjach Jujuy i Catamarca. Jest w zasadzie gatunkiem osiadłym, prawdopodobnie niewielkie migracje na niższe wysokości mogą być spowodowane warunkami pogodowymi, ciężką zimą[7][8][14].

## Ekologia
Jego głównym habitatem są obszary półpustynne formacji paramo oraz puna w Andach na wysokościach ponad 2000 m n.p.m. Zamieszkuje tereny z zaroślami i wystającymi skałami lub drzewami, w pobliżu urwisk skalnych, brzegów rzek. Podstawą pożywienia są duże larwy motyli i chrząszczy z podrodzin poświętnikowatych, chrabąszczowatych i rutelowatych. Żeruje głównie w małych grupach, chociaż spotykane są także pojedynczo lub w parach oraz w większych grupach dochodzących do ponad 20 osobników. Głównym miejscem żerowania jest powierzchnia gruntu, z którego za pomocą długiego, silnego dzioba, wyciąga larwy spod kamieni lub bezpośrednio z ziemi nawet z głębokości ponad 5 cm.

### Rozmnażanie
Rozmnażanie populacji północnej nie zostało zbadane. Uważa się, że w sezonie lęgowym łączy się w niewielkie grupy. Populacja południowa jest lepiej zbadana. Sezon lęgowy trwa od września do listopada w środkowym Peru, a w pozostałych obszarach występowania od stycznia do marca. Rozmnaża się w koloniach od dziesięciu do większej liczby par. Gniazda w kolonii są rozmieszczone bardzo blisko siebie, nawet na odległość tylko pół metra. Gniazda buduje na urwiskach, klifach lub na skalistych zboczach. Do komory głównej o średnicy około 30 cm, w której znajduje się gniazdo, prowadzi wykopany w ziemi, poziomy lub lekko opadający tunel zazwyczaj o długości od 1 do 1,5 m. W jednym lęgu od 2 do 4 piskląt. Oboje rodzice uczestniczą w karmieniu piskląt oraz sprzątaniu gniazda.

## Status
W Czerwonej księdze gatunków zagrożonych IUCN dzięcioły andyjski i cynamonowy od 2014 roku są klasyfikowane jako osobne gatunki, oba zaliczane są do kategorii najmniejszej troski (LC, Least Concern). Liczebność populacji dzięcioła andyjskiego nie została oszacowana, ale ptak ten jest opisywany jako dosyć pospolity. Dzięcioł cynamonowy w Ekwadorze opisywany jest jako rzadki i występujący lokalnie. Zasięg występowania według szacunków organizacji BirdLife International obejmuje dla populacji południowej około 1,19 mln km², a dla populacji północnej (tzn. dzięcioła cynamonowego) 152 tys. km². BirdLife International uznaje trend liczebności populacji obu tych taksonów za stabilny ze względu na brak dowodów na spadki liczebności bądź istotne zagrożenia dla tych ptaków.